# 1408 (рассказ)
«1408» — рассказ американского писателя Стивена Кинга в жанре ужасов, впервые появившийся в ноябре 1999 года в аудиокниге «Кровь и дым». В печатном формате он был опубликован в марте 2002 года в сборнике «Всё предельно», выпущенном издательством Scribner. Позже рассказ вошёл в сборник «Стивен Кинг идёт в кино». Сюжетная линия повествует о писателе Майке Энслине (англ. Mike Enslin), желающем попасть в номер 1408, чтобы собрать материал для новой книги. В своём стремлении он не поддаётся на уговоры управляющего отеля «Дельфин» мистера Олина (англ. Olin), предостерегающего от заселения в номер. В комнате отеля с героем начинают происходить сверхъестественные события.
Первые наброски произведения появились в дождливый день на острове Санибел. Начало рассказа объёмом в несколько страниц Кинг приводил в своих литературоведческих мемуарах «Как писать книги» в качестве живого примера редактуры, показывая читателю, как меняется произведение от правки к правке. Первоначально не намереваясь его закончить, Кинг увлёкся рассказом и всё же дописал его до конца. Писатель сознался, что «1408» представляет собой новую вариацию сюжета с фабулой «призраки в гостинице». Литературные критики благосклонно восприняли работу автора. В 2007 году произведение было экранизировано.

## Сюжет
Майк Энслин — автор романов ужасов о призраках, таких как «Десять ночей в десяти домах с призраками», «Десять ночей в десяти замках с призраками», «Десять ночей на кладбищах с призраками», ставших бестселлерами, отправляется в отель «Дельфин» в Нью-Йорке с целью провести ночь в комнате 1408 для написания новой книги. По натуре Майк придерживается рационального объяснения событий и не верит в существование паранормальных явлений — объехав множество стран и мест убийств, он зарабатывал себе на жизнь писательским ремеслом. Майк встречает управляющего отеля мистера Олина, который всячески отговаривает его от посещения номера. Он сообщает, что в этой комнате за 68 лет произошло 42 смерти, 12 из них являлись суицидом, а остальные 30 человек умерли от так называемых «естественных причин». Так один из постояльцев утонул в тарелке супа. Тем не менее, менеджер лично следил за тем, чтобы номер был прибран — горничные старались находиться в номере как можно меньше. Олин предупреждает Майка, что техника в комнате работает плохо, и добавляет, что номер 1408 находится на 13 этаже, поименованном как 14. Поняв, что отговорить незваного гостя не получится, мистер Олин отдаёт ключ, поднимается с Энслином на лифте, но отказывается идти дальше, так как без особой необходимости никогда не подходит к номеру близко.
Энслин впервые начинает сомневаться в отсутствии призраков в этой комнате, когда подходит к двери: она выглядит кривой. Войдя в комнату, Майк начинает её осматривать и сразу же достаёт свой диктофон. Он чувствует морскую болезнь, хотя и не понимает её природу. Он описывает номер и, чтобы избавиться от дурноты, открывает окно. На столе Энслин обнаруживает спичечный коробок с изображением отеля на этикетке. Майк замечает картины на стенах. На одной из них изображена дама в вечернем платье двадцатых годов, на другой — натюрморт с фруктами, на третьей — парусник, плывущий по волнам. У него появляется мысль, что за картинами живут черви. Энслин начинает думать, что во всем виноват Олин, который потешается, следя за ним. Возможно, он запустил в комнату ядовитый газ, влияющий на восприятие.
В меню отеля Майк вначале видит странные названия блюд, но буквы вдруг меняются — слова становятся французскими, потом русскими и под конец итальянскими. Обои начинают казаться герою похожими на кожу. Картины начинают двигаться — женщина обнажила грудь, с её сосков закапала кровь; часть фруктов исчезли из тарелки, а оставшиеся начали испускать будоражащий жёлто-оранжевый свет. Приглядевшись к людям на паруснике, Майк узнаёт в одном из них Кевина О`Мойли, первую жертву номера. В комнате на тумбе устанавливаются часы, которые начинают отсчитывать время, которое Майк должен продержаться в комнате. Когда он пытается позвонить по телефону, Энслин слышит кошмарный голос самой комнаты, говорящий сумасшедшие фразы: «Это Девять! Девять! Это Десять! Десять! Мы убили всех твоих друзей! Каждый твой друг — мёртв! Это Шесть! Шесть!»
Майк достаёт найденные ранее спички и поджигает свою гавайскую рубашку. Он бежит к двери, открывает её и выбегает в коридор. В этот момент мимо проходит Руфус Диаборн, коммивояжёр, занимавший соседний номер. Он несёт ведро льда и опрокидывает его на горящего Майка. После этого Руфус думает, что комната, из которой выбежал писатель, источает свет австралийского заката, горящий и неземной. Майк дёргает его за брюки и предостерегает от проникновения в номер.
Майк переносит несколько операций по пересадке кожи. Диктофон с записью, местами обуглившийся, но ещё работающий, хранится у агента писателя Сэма Фарелла. Однажды к Сэму приходит Олин и просит дать послушать запись, на что получает отказ. Герою снятся кошмары, но он редко их помнит. Майк перестаёт писать книги, и когда день уступает место ночи, он не может смотреть на закатный свет.

## История создания

### Идея и редактура
Первая тысяча слов была написана от руки в съёмной гостиной на острове Санибел, Флорида, когда гроза не позволила писателю и его семье пойти на пляж. Стивен сравнивал рассказ с романом «Сияние» и считал, что ему обычно не свойственно использовать фабулу «отель с привидениями» дважды. Тем не менее, главный герой, циничный наёмный писака, штамповавший книги-разоблачения, заинтересовал автора. «Я задавался вопросом, что произойдёт, если такой парень столкнётся лицом к лицу с настоящим злом?». Отрывок из рассказа продолжительностью в три-четыре страницы под рабочим названием «Случай в отеле» Кинг приводил в своих литературоведческих мемуарах «Как писать книги». Он отмечал, что любой писатель в жанре ужасов должен написать как минимум один рассказ о Комнате Призраков в Гостинице и относил «1408» к этой категории. Кинг не собирался его доводить до логического завершения. Но в итоге, история увлекла писателя, и он дописал её до конца. Автор в беллетристическом произведении хотел показать читателям, каким образом рассказ меняется в ходе редактуры от первого наброска ко второму. Стивен приводил конкретные принципы, которыми он сам руководствуется при создании своих произведений. Первая версия, по его мнению, была очень сырая: «Рассказ не одет и стоит посреди комнаты в шортах и в носках». Большая часть изменений — это удаление лишнего материала, позволяющее рассказу идти быстрее по формуле Странка: «Второй вариант = первый вариант — 10 %».
Автор считал, что заголовок «Случай в отеле» не мог сравниться с «Бульдозер-киллер!» или «Норма Джин, королева термитов», но он был не лучшим вариантом. Позже было придумано наименование «1408», которое понравилось Стивену, поскольку само произведение фокусирует повествование на тринадцатом этаже, а сумма чисел образует тринадцать. Во второй редакции менеджер отеля «Дельфин» сменил фамилию с Остермайера на Олина, что сократило рассказ на пятнадцать строк. Уже ближе к завершению произведения Кинг предполагал включить «1408» в аудиокнигу, которую он хотел зачитывать самостоятельно. Перспектива постоянно повторять фамилию «Остермайер» и коверкать её убедила писателя в правильности подобной замены. Кинг также избавился от множества сценических ремарок, очевидных и неуклюжих предысторий, наречий, повторений.
Счастливая гавайка, в первом варианте возникающая только на тринадцатой странице, была переставлена в начало согласно старому театральному правилу: «Если в первом акте на сцене висит ружьё, в третьем акте оно должно выстрелить». Кинг считал, что если для главного героя она играет роль в конце рассказа, то её нужно представить раньше. Он думал, что в противном случае она будет выглядеть для читателя как deus ex machina. Упоминание кубинских сигар, которые менеджер предлагал Майку Энслину, автору показалось чересчур банальным штампом из плохих фильмов. Энтузиазм Майка, выраженный по поводу возможности курения в номере, автор решил оставить, чтобы дать читателю понять, что главный герой слегка издевается над Олином. Отель «Дельфин», возможно, является отсылкой к книге Харуки Мураками «Охота на овец» и её продолжению «Дэнс, Дэнс, Дэнс», в которых упоминается одноимённый отель.

Кинг сознавался, что рассказ пугал его, а позже появившаяся аудиозапись пугала ещё больше, чем рукопись: 
Но номера отелей обычно сами по себе вызывают страх, не так ли? Входя в номер, поневоле задаешься вопросом: сколько людей спали до тебя на этой кровати? Сколько среди них было больных? Сколько сумасшедших? Сколько думало о том, чтобы прочесть несколько строк из Библии, что лежит на прикроватном столике, и повеситься в стенном шкафу у телевизора? Бр-р-р. В любом случае, давайте проверим, а? Вот ваш ключ… и вы можете не торопясь прикинуть, что дадут в сумме эти четыре невинные цифры. Номер — вот он, чуть дальше по коридору.Оригинальный текст (англ.)But hotel rooms are just naturally creepy places, don’t you think? I mean, how many people have slept in that bed before you? How many of them were sick? How many were losing their minds? How many were perhaps thinking about reading a few final verses from the Bible in the drawer of the nightstand beside them and then hanging themselves in the closet beside the TV? Brrrr. In any case, let’s check in, shall we? Here’s your key … and you might take time to notice what those four innocent numbers add up to. It’s just down the hall.

### Публикация
Первоначально Кинг планировал включить полную версию рассказа в качестве приложения к своим мемуарам, но позже решил этого не делать. Во-первых, это противоречило его планам «быть кратким хоть раз в жизни». Во-вторых, автор пришёл к выводу, что для целей книги о писательском ремесле отрывка достаточно, поскольку «речь идёт об обслуживании двигателя, а не о развлекательной поездке». Впервые рассказ был издан в аудиосборнике «Кровь и дым» (англ. Blood & Smoke), выпущенном компанией «Simon & Schuster». Он появился в 1999 году. Текст читал сам Кинг. В него также вошли рассказы «Завтрак в „Кафе Готэм“» и «В комнате смерти». В дальнейшем «1408» вошёл в книгу «Всё предельно», изданную в марте 2002 года. Объём рассказа составил 37 страниц. В России рассказ увидел свет в 2003 году в переводе Виктора Вебера. В 2009 году «1408» также попал в сборник «Стивен Кинг идёт в кино».

## Критика
Журналист Вадим Эрлихман назвал произведение самым известным рассказом из сборника «Всё предельно». Он поддержал идею Кинга окончить свой набросок и называл конечный результат «почти образцовым». Происходящее с Майком Энслином литературовед сравнивал с лавкрафтовской «адской геометрией». Дженет Мэслин, обозреватель The New York Times, относила рассказ к «почти родовому ужасу» и находила общие черты с «Секционным залом номер четыре». Критик Publishers Weekly писал, что рассказ порождает чувство глубокого беспокойства также элегантно, как это делали Блэквуд и Мейчен, Бодлер и Сартр. Марк Харрис, сотрудник Entertainment Weekly, хоть и относил рассказ к одному из лучших в этом сборнике, но сетовал, что привидения в гостиничном номере — это старая идея. Тони Мэджистрейл подчёркивал сходства рассказа с романом «Сияние», но и находил множество отличий в произведениях. Так если в крупной форме зло было огромно и распространялось на всё здание, то в «1408» оно умещается в один номер. Рассказ предлагает оценить более интимные отношения между духами, преследующими главного героя.
Оценивая сборник «Blood and Smoke», обозреватель портала About.com Стейси Уилсон отмечала, что гнусавая, саркастическая подача материала и поддельные акценты мешали восприятию рассказов. Однако текст бросает читателя с головой в кровь и дым с его ужасающими протагонистами, болезненной паранойей, отчаянием и страхом. Рассказ был назван «жутким». Джо Харлаб, критик Bookreporter, счёл «1408» отличной историей для чтения погружающегося в сон человека в незнакомой комнате, в странном здании, в чужом городе. Стефани Захарек, сотрудник веб-сайта Salon.com назвал рассказ «компактной и эллиптической новеллой». Сборник «Всё предельно», в котором публиковалось произведение, был отмечен тремя наградами — премией Брэма Стокера, Британской премией фэнтези и Премией Международной Гильдии Ужаса.

## Экранизация
Рассказ был экранизирован Микаэлем Хофстрёмом в 2007 году. Режиссёр был поклонником творчества Кинга ещё после просмотра «Кэрри» Брайана Де Пальмы. Продюсером фильма выступил Лоренцо ди Бонавентура, ранее работавший с Хофстрёмом над картиной «Цена измены». Выпуском фильма занимались Metro-Goldwyn-Mayer и Dimension Films. Роль Майка исполнил Джон Кьюсак, а Олина — Сэмюэл Л. Джексон. Над сценарием работал Мэтт Гринберг (англ. Matt Greenberg), а позже к нему присоединились Скотт Александр (англ. Scott Alexander) и Лари Каразевски (англ. Larry Karaszewski). В фильме Майк Энслин предстаёт как человек, захваченный писательской карьерой, который больше ни во что не верит. Интеллектуальный скептицизм Энслина вызывает доверие и придаёт киноленте драматический вес. В повествование были введены жена Майка Лили и его умершая дочь Кэти, которая оправдывает скептицизм героя по отношению к загробной жизни. Первоначальная концовка фильма, в которой главный герой умирал, была переснята, так как показалась зрителям депрессивной. Лента наполнена многочисленными интертекстуальными отсылками к множеству работ Кинга, их адаптациям и трудам других авторов — «Сиянию», «Ребёнку Розмари», «Побегу из Шоушенка», «Психо», «Мизери» и другим.
Сам Кинг отмечал, что серьёзные актёры редко принимают участие в фильмах с небольшим бюджетом, и хотя он не знал наверняка, но Кьюсак, по его мнению, согласился на роль, поскольку «поймал воображение» персонажа. Кингу понравилась экранизация уже после просмотра трейлера, который ему отправил продюсер Боб Вайнштейн. «Это была клаустрофобия совершенства, чётко отражающая тон истории. Я представлял себе навязчивых, буквально управляемых обитателей комнаты 1408, сходящих с ума, подвергал их чужеродным ощущениям, психическому опыту, как внутри лихорадочного сна или под воздействием ЛСД или мескалина». В результате писатель посчитал фильм действительно пугающим. Кинг настаивал на рейтинге PG-13 из-за практически полного отсутствия крови в кадре. Он сравнивал картину с фильмами Вэла Льютона, говоря, что она работает на нервы зрителя, а не на рвотный рефлекс. В этом он близок к японскому кинематографу. Стивен Кинг посчитал удачным и добавление предыстории, хоть из-за неё и пришлось переснять финал.
Картина оказалась коммерчески успешной — при бюджете в 25 миллионов долларов кассовые сборы превысили 130 миллионов. Рейтинг фильма на агрегаторе Rotten Tomatoes составил 80 % из 100 возможных. Авторы сайта резюмировали, что, опираясь на психологическую напряжённость, «1408» является по-настоящему жутким триллером с выдающейся актёрской игрой Джона Кьюсака. Джеймс Берардинелли назвал экранизацию самым зрелым ужастиком года. Другие авторы также хвалили мрачную тональность фильма, постепенную эскалацию безумия, отметив, что в картине всего два персонажа — Кьюсак и комната.